# 추격자 (2008년 영화)
《추격자》(The Chaser)는 2008년에 개봉한 대한민국의 스릴러 영화이다. 이 영화는 나홍진 감독의 첫 장편영화이며 본 작품을 만들기 전에는 단편영화 두편을 만든 적이 있다. 골목길 추격신 등 인상적인 장면과 숨가쁜 화면전개, 그리고 잔인한 살해 묘사가 특징이다. 이 영화는 연쇄살인자인 유영철 사건에서 모티브를 따왔으며 사이코 패스인 살해자와 안티히어로적인 포주 엄중호와의 대결 구도가 줄거리의 핵심을 이룬다.

## 줄거리
보도방을 운영하는 전직 형사 엄중호(김윤석). 그런데 어느날부터인가 관리하던 매춘부들이 하나둘 사라지기 시작했고 빌린 돈을 안 갚으려고 잠수를 타는 것이라 여겨 매춘부들을 쫓던 도중 그녀들의 공통점을 발견하게 되는데, 바로 '016-9265-4885'라는 번호의 연락을 받고 난후 사라졌다는 것이다. 번호의 주인이 자기네 매춘부들을 팔아넘겼다고 생각한 그는 마침 4885의 연락을 받고 출장서비스를 나간 김미진에게 전화를 걸어 남자의 집주소를 문자메시지로 찍어보내라고 한다. 하지만 곧 미진마저도 연락이 끊겼다. 기다리다 못한 중호는 자신이 직접 찾아내기 위해 차를 몰고 가던 그때 마주 오던 차와 접촉사고가 나고 말았다.
중호는 사고수습이 귀찮은데다 일이 급했던지라 보험처리 해줄 테니 연락처를 달라고 하며 서둘러 일을 마무리하려 한다. 그런데 상대차 운전자는 괜찮으니까 그냥 가라며 상식 밖의 행동을 보였고 중호는 나중에 딴 소리 하지 말라며 계속 연락처를 요구한다. 그러다 그의 옷에 핏자국이 묻어있는 걸 보고는, 마침내 그가 문제의 번호 4885라는 것을 알게 된다. 이후 잽싸게 그를 잡으려 들었지만 남자는 도주하기 시작했고 이곳저곳 돌아다니며 추격전을 펼치다 결국 중호에게 사로잡혀 수갑이 채워졌다. 다시 돌아왔을 때 문제의 골목길은 두 사람이 버려놓고 간 차 때문에 주민들이 오도가도 못하는 상황이었고 지구대원까지 출동해 있었다. 중호는 예전 근무지를 대며 서둘러 빠져나가려 했지만 졸지에 주민통행 방해와 민간인 폭행, 경찰 사칭 등을 저지른 중범죄자가 되어 남자와 지구대에 끌려가는 처지가 된다.
지구대에 오면서 밝혀진 남자의 이름은 지영민. 중호는 영민이 자기네 매춘부들을 팔아넘겼다고 주장했지만 대원들 눈에는 경찰을 사칭하며 민간인을 폭행한 범죄자에 불과했고, 경찰 출신임에도 매춘업을 한다고 타박을 듣는다. 영민은 그에게 당한 범죄자라고 여기며 중호로부터 떼어놓고 보호하는 한편, 묻는 말(유도심문)에 엉뚱한 대답을 늘어놓는 그를 수상히 여긴다. 결국 찜찜한 구석을 못 이기고 단도직입적으로 매춘부들을 팔아넘겼냐고 묻는다. 처음에 영민은 아니라고 딱 잘라 이야기하다 어느 순간, 이렇게 말했다.
| “ | "죽였어요." | ” |

## 캐스팅
- 김윤석 : 전직 형사, 엄중호 역
- 하정우 : 연쇄살인범, 지영민 역
- 서영희 : 김미진 역
- 구본웅 : 오좆 역
- 김유정 : 미진의 딸, 은지 역
- 정인기 : 이 형사 역
- 박효주 : 오 형사 역
- 최정우 : 기수대장 역
- 민경진 : 반장 역
- 송요셉 : 강 형사 역
- 하성광 : 박 형사 역
- 조덕제 : 최 형사 역
- 임정운 : 김 형사 역
- 여무영 : 경무관 역
- 구태진 : 형사 3 역
- 박지만 : 형사 4 역
- 한강수 : 형사 5 역
- 정래석 : 형사 6 역
- 이종구 : 분석관 역
- 박찬국 : 감식반 역
- 정기섭 : 검사 역
- 김도현 : 투척남 역
- 정두겸 : 시장 역
- 김선영 : 지영 역
- 오연아 : 성희 역
- 유지연 : 희정 역
- 김덕기 : 노인남 역
- 손희순 : 노인녀 역
- 김재흠 : 모텔남 1 역
- 조세영 : 모텔남 2 역
- 박윤석 : 보도방 남 1 역
- 이민복 : 보도방 남 2 역
- 최문수 : 보도방 남 3 역
- 이철오 : 보도방 남 4 역
- 이상진 : 보도방 남 5 역
- 정서인 : 보도방 아가씨 1 역
- 조석현 : 도망남 역
- 이재희 : 슈퍼 주인 역
- 김영선 : 영민 누나 역
- 박진성 : 영민 매형 역
- 김병수 : 영민 조카 역
- 이상규 : 가정부 역
- 김진용 : 주택남 역
- 손희태 : 주택녀 역
- 김춘기 : 석재소 사장 역
- 임형태 : 목사 역
- 이인철 : 지구대장 역
- 윤태영 : 지구대소장 역
- 강우신 : 마포서 형사 1 역
- 전진배 : 마포서 형사 2 역
- 김만기 : 경찰 1 역
- 정구영 : 경찰 2 역
- 박진우 : 경찰 3 역
- 이상희 : 경찰 4 역
- 유태선 : 의경 1 역
- 김선우 : 의경 2 역
- 정재훈 : 경찰 5 역
- 유원선 : 지나가는 남 역
- 노현정 : 지나가는 여 역
- 이원재 : 프로방스 남종업원 역
- 최지윤 : 프로방스 여종업원 역
- 진현우 : 카메라 기자 역
- 신은숙 : 기자 1 역

## 제작진
- 각본/감독: 나홍진
- 프로덕션 디자이너: 이민복
- 촬영감독: 이성제
- 조명감독: 이철오

## 사운드 트랙
| 순번 | 제목                    |
| ---- | ----------------------- |
| 1    | 〈사라진 지영〉         |
| 2    | 〈추격자〉              |
| 3    | 〈4885〉                |
| 4    | 〈살인마 영민〉         |
| 5    | 〈노부부의 죽음〉       |
| 6    | 〈초소앞〉              |
| 7    | 〈추격1〉               |
| 8    | 〈추격2〉               |
| 9    | 〈비오는 밤1〉          |
| 10   | 〈비오는 밤2〉          |
| 11   | 〈추격3〉               |
| 12   | 〈멀어지는 은지〉       |
| 13   | 〈취조관과 영민〉       |
| 14   | 〈은지의 사고〉         |
| 15   | 〈분노〉                |
| 16   | 〈탈출〉                |
| 17   | 〈개미슈퍼〉            |
| 18   | 〈미진의 죽음1〉        |
| 19   | 〈미진의 죽음2〉        |
| 20   | 〈망원교회〉            |
| 21   | 〈조우〉                |
| 22   | 〈지키지 못한 자〉      |
| 23   | 〈여전히 비 내리는 밤〉 |
| 24   | 〈바람난가족〉          |

## 유영철연쇄살인사건과의 관계
이 영화는 2004년 7월 18일 체포되었던 유영철에 의한 연쇄살인사건에 기반한 줄거리로 만든 작품이다. 살인의 추억이 1980년대의 화성시 연쇄살인사건을 다룬 영화라면 이 영화는 2000년대초반의 연쇄살인사건을 다루었는데 이러한 배경에서 한국사회의 매춘 등을 비롯해 어두운 면을 주로 보여주고 있다. 20여명을 살해한 유영철은 영화에서처럼 단독주택에서 살해한 교수부부, 출장 안마사, 부유층 노인, 지나가는 여성들을 대상으로 하였으며 자신이 직접 만든 둔기 등의 흉기로 살해후 토막내 유기하였다. 그는 2005년 6월 대법원에서 사형이 확정되어 현재 복역중이다. 2010년 법무부는 유영철, 정남규 등 흉악 연쇄 살인범에 대해 사형을 검토하기도 하였으나, 국가위상 등의 우려로 인해 무산되기도 했다.

## 수상
《대한민국 영화대상》에서 〈최우수 작품상〉, 〈감독상〉, 〈남우주연상〉, 〈신인 감독상〉, 〈각본·각색상〉, 〈조명상〉, 〈편집상〉을 수상했다. 특히 이 작품의 주연인 김윤석은 남우주연상을 무려 6번이나 수상했고, 영화가 흥행에 성공하면서 스타덤에 올랐다.

## 같이 보기
- 유영철
- 거북이 달린다